# Produto natural

Paclitaxel (Taxol) é um produto natural obtido de um teixo.

Um produto natural é um composto químico ou substância produzida por um ser vivo - encontrado na natureza e que geralmente tem atividade biológica ou farmacológica que pode ser usado na descoberta ou concepção de produtos farmacêuticos. Um produto natural pode ser considerado como tal mesmo que possa ser preparado por síntese total.
Estes compostos fornecem a fonte ou inspiração de novos fármacos, assim como princípios ativos de cosméticos, repelentes, e outras formulações com aplicação industrial médica e farmacêutica.